# Mistrzostwa Europy w Short Tracku 2004
8. edycja Mistrzostw Europy w Short Tracku odbywała się w dniach 16–18 stycznia 2004 w holenderskiej miejscowości Zoetermeer.

## Klasyfikacja medalowa
| Lp.    | Kraj     | Złoto | Srebro | Brąz | Razem |
| 1.     | Włochy   | 5     | 7      | 5    | 17    |
| 2.     | Bułgaria | 4     | 0      | 0    | 4     |
| 3.     | Rosja    | 2     | 4      | 2    | 8     |
| 4.     | Belgia   | 1     | 0      | 1    | 2     |
| 5.     | Niemcy   | 0     | 1      | 3    | 4     |
| 6.     | Czechy   | 0     | 0      | 1    | 1     |
| Ogółem | Ogółem   | 12    | 12     | 12   | 36    |

## Medaliści i medalistki

### Mężczyźni
| Konkurencja          | Złoto                                                                           | Czas     | Srebro                                                                                    | Czas     | Brąz                                                                  | Czas     |
| -------------------- | ------------------------------------------------------------------------------- | -------- | ----------------------------------------------------------------------------------------- | -------- | --------------------------------------------------------------------- | -------- |
| 500 metrów           | Nicola Franceschina                                                             | 42.845   | Nicola Rodigari                                                                           | 42.933   | Siergiej Prankiewicz                                                  | 43.023   |
| 1000 metrów          | Fabio Carta                                                                     | 1:35.599 | Nicola Franceschina                                                                       | 1:35.613 | Nicola Rodigari                                                       | 1:35.716 |
| 1500 metrów          | Nicola Rodigari                                                                 | 2:23.483 | Fabio Carta                                                                               | 2:23.501 | Pieter Gysel                                                          | 2:23.715 |
| 3000 metrów          | Pieter Gysel                                                                    | 5:11.707 | Sebastian Praus                                                                           | 5:12.804 | Nicola Rodigari                                                       | 5:15.999 |
| Wielobój             | Nicola Rodigari                                                                 | 81 pkt.  | Fabio Carta                                                                               | 63 pkt.  | Nicola Franceschina                                                   | 57 pkt.  |
| Sztafeta 5000 metrów | Włochy Maurizio Carnino · Nicola Franceschina · Nicola Rodigari · Roberto Serra | 7:11.668 | Rosja Aleksandr Giercikow · Dmitry Wasilienko · Siergiej Prankiewicz · Jarosław Karpuchin | 7:11.966 | Niemcy Andre Hartwig · Arian Nachbar · Sebastian Praus · Thomas Bauer | 7:13.883 |

### Kobiety
| Konkurencja          | Złoto                                                                                  | Czas     | Srebro                                                                | Czas     | Brąz                                                                 | Czas     |
| -------------------- | -------------------------------------------------------------------------------------- | -------- | --------------------------------------------------------------------- | -------- | -------------------------------------------------------------------- | -------- |
| 500 metrów           | Ewgenija Radanowa                                                                      | 44.882   | Katia Zini                                                            | 45.636   | Kateřina Novotná                                                     | 46.050   |
| 1000 metrów          | Ewgenija Radanowa                                                                      | 1:37.158 | Tatjana Borodulina                                                    | 1:37.881 | Nina Jewtiejewa                                                      | 1:37.891 |
| 1500 metrów          | Ewgenija Radanowa                                                                      | 2:48.282 | Tatjana Borodulina                                                    | 2:48.429 | Marta Capurso                                                        | 2:48.533 |
| 3000 metrów          | Tatjana Borodulina                                                                     | 5:33.897 | Marta Capurso                                                         | 5:35.153 | Aika Klein                                                           | 5:43.759 |
| Wielobój             | Ewgenija Radanowa                                                                      | 104 pkt. | Tatjana Borodulina                                                    | 76 pkt.  | Marta Capurso                                                        | 34 pkt.  |
| Sztafeta 3000 metrów | Rosja Jelizawieta Iwlijewa · Marina Trietiakowa · Nina Jewtiejewa · Tatjana Borodulina | 4:26.687 | Włochy Catia Borrello · Evelina Rodigari · Katia Zini · Marta Capurso | 4:26.764 | Niemcy Aika Klein · Christin Priebst · Ulrike Lehmann · Yvonne Kunze | 4:27.055 |